# 抗日阵亡将士纪念碑 (沁源)
抗日阵亡将士纪念碑，全称为“山西青年抗敌决死纵队阵亡将士纪念碑”，为1941年12月15日由太岳军区、太岳行署所立，位于山西省长治市沁源县城南8公里的阎寨村北500米的土丘台上。碑分四面，正面书“抗日阵亡烈士纪念碑”，左书“移方千秋、浩气长存”，右有太岳军区司令员陈赓、太岳行署主任牛佩琮等的题词，背面为山西青年抗敌决死纵队抗战四年阵亡指挥员（共500余人）及烈士（4879人）名录 。1981年山西省文物局拨款进行了维修，并将碑西移100米，修建了碑亭 。2007年又增建了展室、围墙和新的碑亭 。抗日阵亡将士纪念碑于1965年5月24日入选调整后的山西省第一批文物保护单位。